# Eusterinx australis
Eusterinx australis là một loài tò vò trong họ Ichneumonidae.